# Thècle Mbororo
Thècle Mbororo est une footballeuse camerounaise née le 24 septembre 1989. Elle évolue au poste de gardienne de but pour Panthère Security de Garoua FC et l'équipe du Cameroun féminine de football.

## Carrière
Thècle Mbororo voit le jour le 24 septembre 1989,. Entre 2014 et 2016, jouant à Panthère Security de Garoua FC, elle est retenue à quinze reprises par le sélectionneur Carl Enow Ngachu pour faire partie de la sélection nationale de football féminin,. Elle évolue comme gardienne de but aux côtés de Annette Ngo Ndom et de Flore Enyegue. Lors du Championnat d'Afrique de football féminin 2014 en Namibie, avec les Lionnes indomptables, elle atteint le rang de vice-championne d'Afrique, synonyme de qualification pour la Coupe du monde de football féminin 2015 au Canada. En mars 2015, elle se qualifie avec l'équipe nationale pour prendre part à la 11e édition des Jeux africains à Brazzaville au Congo,. Elle remporte la médaille d'argent lors du tournoi de football aux Jeux africains de 2015 lorsque les Camerounaises se confrontent aux Ghanéennes,. En juin 2015, elle fait partie de l'équipe des Lionnes qui atteignent les huitièmes de finale pour la première participation du Cameroun à la Coupe du monde féminine de football,. Elle apparaît dans la série télévisée documentaire rapportant l'histoire de cette coupe du monde féminine. Lors de la Coupe d'Afrique des nations féminine de football 2016 organisé au Cameroun, ses coéquipières et elle confirment leur statut de vice-championne d'Afrique lors de leur duel face aux Nigérianes sous le regard du couple présidentiel à Yaoundé,,.   

## Palmarès
- Médaille d'argent   aux Jeux africains de 2015
- Médaille d'argent   à la Coupe d'Afrique des nations féminine de football 2016